# Stanisław Kowalski (społecznik)
Stanisław Kowalski (ur. 30 kwietnia 1933 w Grabinie, zm. 31 lipca 2022 w Laskach) – polski inżynier i działacz społeczny, fundator i prezes Zarządu Fundacji Dzieciom „Zdążyć z Pomocą”.

## Życiorys
Syn Władysława i Zofii. W 1957 ukończył studia na Wydziale Mechanicznym Politechniki Warszawskiej. Pracował w Zakładach Wytwórczych Urządzeń Telefonicznych w Warszawie, następnie w przedsiębiorstwach projektowych Prozamet i Unipro oraz w Biurze Regionalizacji Gospodarki Materiałowej „Bramat”. Następnie do lat 90. zajmował się własną działalnością gospodarczą, m.in. prowadząc firmę produkującą puzzle.
Pod koniec lat 90. założył jako fundator i został prezesem Zarządu Fundacji Dzieciom „Zdążyć z Pomocą”. Fundacja według stanu na 2012 miała około 18 tys. podopiecznych, stała się też organizacją pożytku publicznego uzyskującą największe wpływy z tzw. 1% podatku dochodowego od osób fizycznych. Stanisław Kowalski kierował fundacją do 2021. Był również fundatorem Fundacji Kultury bez Barier.
Pochowany na cmentarzu komunalnym Północnym w Warszawie.

## Odznaczenia i wyróżnienia
- Krzyż Kawalerski Orderu Odrodzenia Polski (2009, za wybitne zasługi w organizowaniu i niesieniu pomocy dzieciom, za osiągnięcia w działalności społecznej i charytatywnej)[7]
- Złoty Krzyż Zasługi[1]
- Order Uśmiechu[1]
- Order Ecce Homo[8]
- Medal im. dr. Henryka Jordana[1]